# 월터 C. 모니간 주니어
월터 C. 모니간 주니(Walter C. Monegan Jr.. 1930년 12월 25일 ~ 1950년 9월 20일)는 미국의 군인이다.

## 생애

### 한국 전쟁
제1해병사단 소속으로 인천 상륙 작전이후 북한군 탱크 3대를 격파하였으나 소사리(현 역곡동)와 개봉리(현 개봉동)의 경계인 덕고개(현 오류 IC)에서 북한군의 공격을 받고 1950년 9월 22일 전사하였다.

## 상훈
- 명예훈장:
- 금성 화랑무공훈장: 1954년 4월 12일
- 서울시 외국인 명예시민: 1965년 9월 27일, 서울특별시로부터 서울시 외국인 명예시민으로 선정되었다.[2]

## 같이 보기
- 한국 전쟁 명예훈장 수훈자 목록

## 참고 자료
- Hall of Valor: The Military Medals Database
- Military Hall of Honour